# Fresneda de la Sierra Tirón
Fresneda de la Sierra Tirón és un municipi de la província de Burgos a la comunitat autònoma de Castella i Lleó. Forma part de la comarca de Montes de Oca. Limita al nord amb Pradoluengo, San Vicente del Valle i Belorado, a l'est amb Valgañón, al sud amb Barbadillo de Herreros i a l'oest amb Santa Cruz del Valle Urbión.

## Demografia
| 1991 | 1996 | 2001 | 2004 |
| ---- | ---- | ---- | ---- |
| 119  | 107  | 116  | 115  |